# Fissiscapus
Fissiscapus és un gènere d'aranyes araneomorfes de la subfamília Erigoninae, dins de la família Linyphiidae.
Fou descrit per primera vegada per Alfred Frank Millidge in 1991.

## Distribució
Es pot trobar a Colòmbia i Equador.

## Llista d'espècies
Segons The World Spider Catalog 12.0:
- Fissiscapus attercop Miller, 2007
- Fissiscapus fractus Millidge, 1991
- Fissiscapus pusillus Millidge, 1991 (Espècie tipus)